# Botești (okręg Bacău)
Botești – wieś w Rumunii, w okręgu Bacău, w gminie Ungureni. W 2011 roku liczyła 556 mieszkańców.